# 阿杜市
阿杜市（迪維西語：އައްޑޫ）是馬爾代夫的城市，由4個區組成，人口為32062，是馬爾代夫除了首都馬累之外唯一擁有城市地位的一級行政區。占地11.1平方公里。